# Carlos Alfredo Imbaud
Carlos Alfredo Imbaud (14 de enero de 1925-28 de enero de 2022) fue un político argentino. Se desempeñó como interventor federal de la provincia de Tucumán, en dos oportunidades, en 1962 y entre 1970 y 1971, así como diputado nacional por la misma entre 1973 y 1976. En aquella provincia, fue también fundador del Partido Demócrata Cristiano local y candidato a gobernador en 1963.

## Biografía
Tenía estudios en relaciones internacionales, contando con un doctorado en ciencia política. Participó tempranamente de la fundación del Partido Demócrata Cristiano a nivel nacional, por lo que pronto se encargó de organizar el Partido Demócrata Cristiano en su natal provincia de Tucumán en la década de 1950.
Su vinculación con movimientos católicos, llevó a que el gobierno surgido por José María Guido lo designe interventor federal de su provincia en 1962, en un intento que apaciguar distintos movimientos de extracción católica de izquierda vinculados con grupos de obreros de ingenios azucareros. Su gestión duró poco más de un mes, entre abril y mayo de 1962. Durante su breve mandato, resaltó un ataque de Montoneros a la Casa de Tucumán en San Miguel de Tucumán, que realizaron unas pintadas políticas y otros actos de vandalismo. En esa ocasión, ordenó mantener el estado de la casa durante un tiempo, a fin de que sirva de ejemplo de los actos del grupo.
Se postuló a gobernador de Tucumán para las elecciones provinciales de 1963, acaecidas con la intención de retomar el orden constitucional tras el golpe de Estado militar de 1962, que le permitió acceder a la gobernación. Quedó en segundo lugar, con 17 electores, tras Celestino Gelsi, perteneciente a la Unión Cívica Radical Intransigente. Sin embargo, las distintas negociaciones acerca de a quién designarían gobernador los electores terminó por dar el lugar a quien quedó en tercer lugar, Lázaro Barbieri, de la Unión Cívica Radical del Pueblo.
Volvió a ser designado interventor federal de Tucumán en septiembre de 1970, por el presidente de facto Roberto Marcelo Levingston, desempeñando el cargo hasta febrero de 1971.
Fue elegido diputado nacional por el Frente Justicialista de Liberación (FREJULI), representando a la provincia de Tucumán, en las elecciones legislativas de 1973. Su mandato se vio interrumpido por el golpe de Estado del 24 de marzo de 1976 que dio lugar a la dictadura autoproclamada Proceso de Reorganización Nacional. Integró una comisión especial bicameral para el estudio de la industria azucarera, fue secretario en la comisión de Relaciones Exteriores y Culto y vocal en la comisión de Comercio.